# Día del Profesor

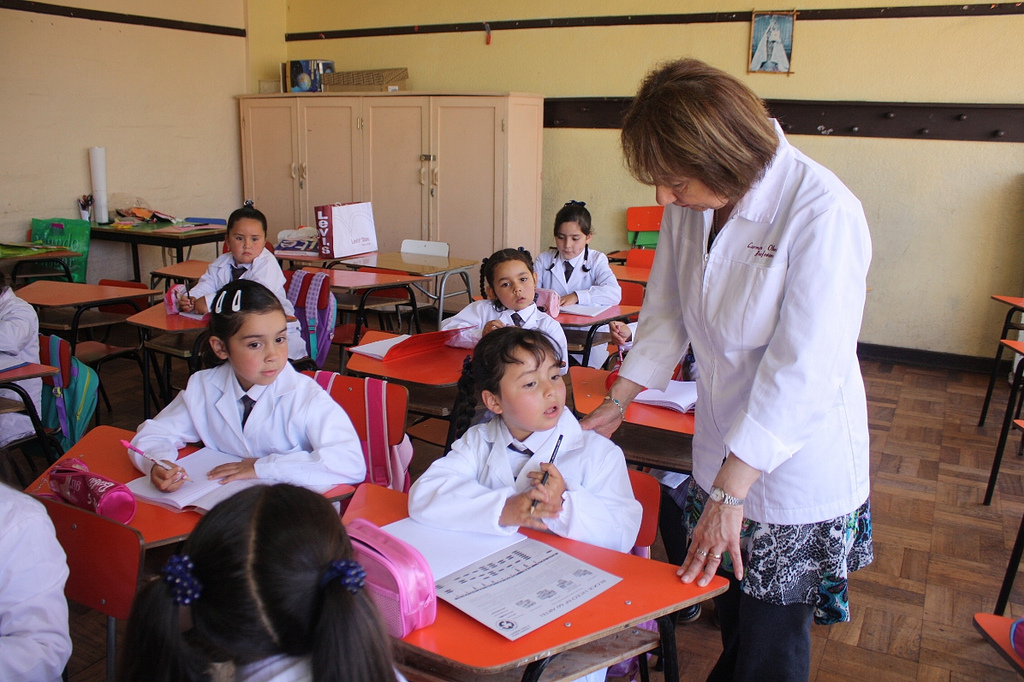
Profesora enseñando en colegio de Talcahuano.

El Día del Profesor en Chile es una efeméride que conmemora la labor de los profesores de la educación básica y media. Se celebra el 16 de octubre, fecha que coincide con el día de la creación del Colegio de Profesores de Chile (CPC) en 1974.
Fue instaurado originalmente en 1943, como Día del Maestro, a celebrarse el 14 de junio; poco tiempo después, la fecha fue reemplazada por el 11 de septiembre, en recuerdo del fallecimiento de Domingo Faustino Sarmiento, acaecida en ese día de 1888; en 1967, la ley N° 16.662 ratificó esta fecha. En 1974, el decreto ley 680 de 1974 trasladó de nuevo la fecha, ahora al 10 de diciembre, en homenaje al recibimiento del Premio Nobel de Gabriela Mistral en el mismo día de 1945; finalmente, en 1977, el decreto ley 1.938 trasladó y renombró esta efeméride a su fecha y nombre actual, en recuerdo de la creación del Colegio de Profesores de Chile.
El CPC ha declarado su disgusto por la fecha en que se observa actualmente, al haber sido fijada durante la dictadura militar, por lo que se llevó a la Asamblea Nacional del gremio la propuesta de fijar una nueva fecha para la efeméride. Sin embargo, desde 1990 en adelante, no se ha presentado ningún proyecto de ley que modifique el decreto ley 680.
Otras efemérides similares son:
- Día del Alumno, el 11 de mayo.
- Día del Profesor Normalista, el 26 de agosto, creado por decreto N.º 162 del 4 de agosto del 2005.
- Día de la Educación Técnico-Profesional, el 26 de agosto.
- Día de los Trabajadores de la Educación, el 1 de octubre.
- Día de la Educación Parvularia y del Educador de Párvulos, el 22 de noviembre.
- Día de la Educación Especial, el 4 de noviembre.